# Imbroglio (vela)
Imbroglio, in nautica, e precisamente nella navigazione a vela indica un cavo semplice o ghia, attaccato ai bordi anteriori delle vele (ralinghe) per avvilupparle o raccogliere sui propri pennoni.
Si avranno:
- imbroglio di penna: cavo per stringere le vele verso il capo superiore (penna).
- imbroglio di sotto: stringe la vela nella parte inferiore e la porta verso l'alto.